# Siège de Grenade (1018)
Le siége de Grenade est une tentative en 1018 du prétendant Omeyyades, Abd al-Rahman IV, de prendre Grenade aux Zirides.
Guerre civile en al-Andalus

## Contexte
Après la chute de Cordoue en 1013, Mujahid al-'Amiri saisit l'opportunité de fonder la Taïfa de Dénia en 1014, il s'allie ensuite avec Jairan al-Amiri, le fondateur de la Taïfa d'Almería. Dans le cadre de cette alliance, Mujahid nomme Jairan calife, tout en assumant lui-même le rôle de hadjib, Cette alliance s'implique rapidement dans les conflits régionaux, notamment celui pour le controle de Cordoue. Ou Mujahid et Jairan soutiennent Abd al-Rahman IV.

## Bataille
Le 29 avril 1018, Abd al-Rahman est proclamé Calife de Cordoue. À la suite de cette nomination, il reporta son attaque vers Cordoue, et une offensive est lancée contre Grenade, alors sous le contrôle des Zirides dirigés par Zawi ibn Ziri, les Zirides ne disposant que d'environ 1 000 hommes face aux 4 000 soldats du prétendant Abd al-Rahman, malgre les nombres inférieur, les Zirides parviennent à repousser l'attaque grâce à une contre-offensive menée par Zawi. Face a cette echec, Jairan fait assassiné Abd al-Rahman, qui trouva sa mort a Guadix,,,.